# Oléac-Dessus
Oléac-Dessus – miejscowość i gmina we Francji, w regionie Oksytania, w departamencie Pireneje Wysokie.
Według danych na rok 1990 gminę zamieszkiwały 92 osoby, a gęstość zaludnienia wynosiła 25 osób/km² (wśród 3020 gmin regionu Midi-Pyrénées Oléac-Dessus plasuje się na 971. miejscu pod względem liczby ludności, natomiast pod względem powierzchni na miejscu 1596.).